# Oxyaciura
Oxyaciura es un género de tefrítidos o moscas de la fruta de la familia Tephritidae.

## Especies
- Oxyaciura formosae (Hendel, 1915)[6]
- Oxyaciura monochaeta (Bezzi, 1913)[7]
- Oxyaciura tibialis (Robineau-Desvoidy, 1830)[2]
- Oxyaciura xanthotricha (Bezzi, 1913)[7]